# Pulau Abang
Pulau Abang är en ö i Indonesien.   Den ligger i provinsen Kepulauan Riau, i den nordvästra delen av landet, 1 000 km norr om huvudstaden Jakarta. Arean är 0,49 kvadratkilometer.
Terrängen på Pulau Abang är lite kuperad. Öns högsta punkt är 86 meter över havet. Den sträcker sig 1,0 kilometer i nord-sydlig riktning, och 0,9 kilometer i öst-västlig riktning.